# Караффа-ді-Катандзаро
Караффа-ді-Катандзаро (італ. Caraffa di Catanzaro, сиц. Garrafa) — муніципалітет в Італії, у регіоні Калабрія,  провінція Катандзаро.
Караффа-ді-Катандзаро розміщена на відстані близько 480 км на південний схід від Риму, 11 км на захід від Катандзаро.
Населення — 1905 осіб (2014).
Щорічний фестиваль відбувається 6 липня. Покровитель — Santa domenica.

## Демографія
Населення за роками:

Станом на 1 січня 2023 року в муніципалітеті офіційно проживав 61 іноземець з 17 країн, серед них 16 громадян країн Євросоюзу та 3 громадяни України.

## Сусідні муніципалітети
- Катандзаро
- Кортале
- Маїда
- Марчеллінара
- Сан-Флоро
- Сеттінджано